# Neckargemünd
Neckargemünd (tiếng Đức Palatine: Neggergmin) là một thị trấn nằm ở huyện Rhein-Neckar-Kreis, thuộc bang Baden-Württemberg, Đức.